# SS Colonist (1889)
El SS Colonist fue un carguero británico de cabotaje con casco de hierro propulsado por una máquina de vapor de 3 cilindros y triple expansión. Fue construido en 1889 por Osbourne, Graham & Co. Ltd, North Hylton, Inglaterra. Tenía una dotación de 29 tripulantes.

## Hundimiento
El 9 de septiembre de 1894, viajando desde Newcastle, Nueva Gales del Sur, de camino a Adelaida mientras transportaba un cargamento de carbón, el Colonist naufragó en el Oyster Bank de Newcastle en la posición 32°54′50″S 151°47′49″E / -32.914, 151.797.